# الدوري الكندي الممتاز
الدوري الكندي الممتاز (بالإنجليزية: Canadian Premier League)‏ و(بالفرنسية: Première ligue canadienne)‏ هو دوري كرة قدم محترف في كندا بدأ اللعب في عام 2019. وفي أعلى نظام الدوري الكندي لكرة القدم، تعتبر البطولة الوطنية الأولى لكرة القدم في البلاد. يتكون الدوري من سبعة فرق، من خمسة من عشر مقاطعات في كندا. يستمر الموسم العادي من أبريل إلى أكتوبر ويتألف من بطولتين منفصلتين: موسم الربيع وموسم الخريف. يتوج الموسم بالبطولة، التي تقام بين الفائزين في الموسم الثاني. يحصل البطل على مقعد في دوري الكونكاكاف، حيث يلعب ضد فرق من أمريكا الوسطى ومنطقة البحر الكاريبي. كما تلعب جميع فرق الدوري الكندي في البطولة الكندية ضد الأندية الكندية من بطولات الدوري الأخرى. تمت الموافقة على الدوري رسميًا من قِبل الاتحاد الكندي لكرة القدم في 6 مايو 2017 ، في الأصل مع تاريخ الإطلاق العام سنة 2018 ، والذي تم تأجيله لاحقًا إلى عام 2019. ويتم التركيز في الدوري على تحسين المواهب الوطنية لكرة القدم والرياضة في كندا، مع العديد من القواعد المعمول بها لضمان هذا. وتشمل هذه الحصة الدنيا للاعبين الكنديين على قوائم الفريق والبدء في التشكيل، ومتطلبات اللاعبين الذين تقل أعمارهم عن 21 عامًا، ومسودة الجامعة. يستخدم الدوري الكندي الممتاز نظامًا يعتمد على الأندية، على عكس النظام القائم على الامتياز المستخدم في الدوري الأمريكي لكرة القدم وغيرها من البطولات الرياضية في أمريكا الشمالية، بهدف إضافة المزيد من الفرق والحصول على الترقية والهبوط في نهاية المطاف ضمن نظام الدوري الكندي لكرة القدم. يقع مقرها الرئيسي في تورونتو، أونتاريو مع وجود خطط لإنشاء مكتب ثانٍ في هاميلتون، أونتاريو.

## تاريخ البطولة

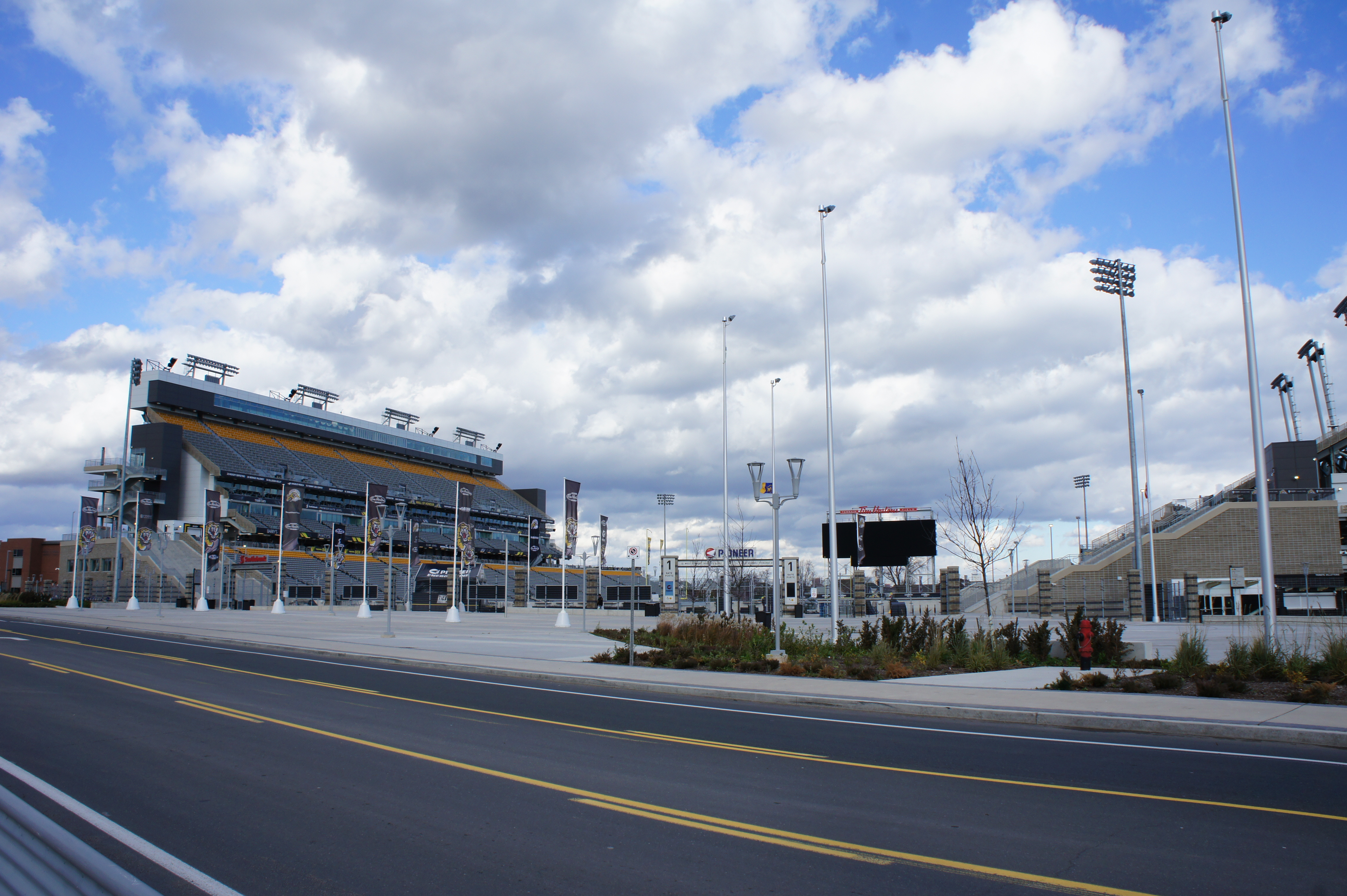
تيم هورتنز فيلد ، موطن نادي فورجي في هاميلتون.

تم الإبلاغ عن دوري جديد لكرة القدم الكندية الاحترافية بالكامل في يونيو 2013. أشارت التقارير إلى أن مالك نادي هاميلتون تايغرز كاتس بوب يانغ جزءًا من مجموعة أساسية من المستثمرين الذين يعملون مع اتحاد كرة القدم الكندي ورئيسه فيكتور مونتاجلياني لإنشاء مجموعة جديدة من فرق محترفة بالكامل أو دوري في كندا. مُنحت مجموعة ملكية تايغر كاتس حقوقًا حصرية من الاتحاد الكندي لكرة القدم حتى عام 2017 لتأسيس فريق يلعب في ملعب تيم هورتنز في هاميلتون. في فبراير 2016 ، ظهرت تقارير الدوري مرة أخرى عندما تحدث بوب يانغ إلى مجلس مدينة هاملتون يطلب الإذن بإقامة قبة جوية على ملعب تيم هورتونز فيلد ما بين 1 ديسمبر و 30 أبريل سنوي للسماح بالتدريب على مدار السنة المحترفة الجديد فريق كرة القدم الذي سيدعو الملعب المحلي.
خلال أسئلة أعضاء المجلس، تم الكشف عن أن اسم الدوري سيكون الدوري الكندي الممتاز وأن فريق هاميلتون كان من المتوقع أن يكون الامتياز الرئيسي.
كان من المتوقع الحصول على مزيد من التفاصيل بعد الاجتماع السنوي للاتحاد الكندي لكرة القدم في مايو 2016. في مقابلة مارس 2016، أوضح دون غاربر مفوض الدوري الأمريكي لكرة القدم أن الدوري سيكون، حسب فهمه، «تقسيمًا أدنى» لنظام الدوري الكندي لكرة القدم لكنه لم يناقش الأمر مع نظرائه الكنديين. أشارت التقارير في يونيو إلى أن الدوري الكندي الممتاز سيتجنب أسواق كرة القدم الرئيسية الحالية.
في 14 نوفمبر، تم الإعلان عن أول موظف رسمي في الدوري الكندي الممتاز. تم تعيين بول بيرن، وهو كندي كان أول موظف في تورنتو إف سي، كمدير للمشروع في الدوري الجديد. في 6 مايو 2017، تمت الموافقة على إنشاء الدوري بالإجماع ومعاقبة الاتحاد الكندي لكرة القدم. كما تمت الموافقة على مجموعات الملكية في وينيبيغ وهاملتون.
في 27 أبريل 2018، كشفت الدوري الكندي الممتاز عن شعارها وعلامة تجارية جديدة. تدل الألوان الثلاثة للشعار، وهي اللون الأخضر الداكن والأزرق الداكن والأزرق المحيطي، على «الفسيفساء الثقافية كما تظهر من خلال الألوان الموجودة في الأضواء الشمالية». سيتم استخدام نسخة حمراء في يوم كندا وعندما تلعب الفرق في أحداث مثل دوري أبطال الكونكاكاف والبطولة الكندية. يتميز الشعار بثلاثة جوانب رئيسية - نجمة الشمال لتكون بمثابة «منارة للمواهب»، وأربع حلقات للدلالة على الكرة والسواحل الكندية وكامل البلد، في حين أن ورقة القيقب تعكس البلد.

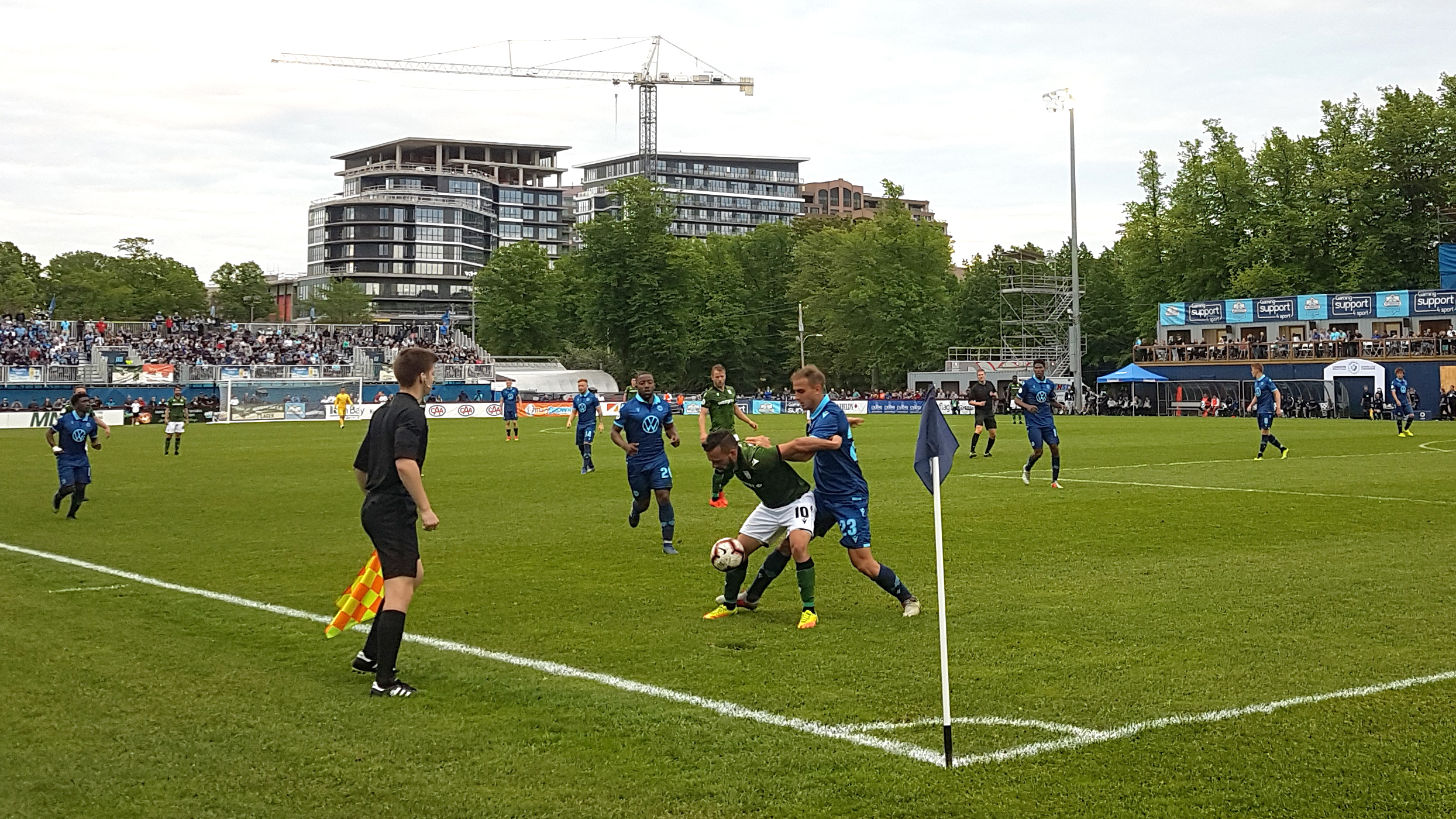
مباراة نادي كافالري ضد نادي هاليفاكس واندرورز يوم 1 يوليو 2019.

بعد ذلك بيومين، أعلنت شركة بيرن أنه سيتم الكشف عن الفرق على أساس أسبوعي تقريبًا. في 5 مايو، قبل الاتحاد الكندي لكرة القدم عضوية النادي في هاليفاكس وإقليم يورك وكالجاري و «بورت سيتي» (موقع لم يكشف عنه في كولومبيا البريطانية)، مما يؤكد قبولهم في الدوري. تم التأكيد في 1 يونيو على أن فريق بورت ملكية سيكون مقره في جزيرة فانكوفر، مما ينهي التكهنات بأن الفريق سيكون موجودا في سوري.
تم الكشف عن الفريق الأول، يورك ناين أف سي، في 10 مايو، بمشاركة المالكين جيم برينان وبريبن غانزهورن ببيرن وكلاناشان. تبع ذلك فريق كافالري أف سي الذي يتخذ من كالجاري مقراً له في 17 مايو 2018، وآيتش أف إكس واندرز من نادي هاليفاكس في 25 مايو، ثم أف سي فالور في وينيبيغ في 6 يونيو، ثم أعيد تشكيل فريق نورث أمريكا سوكر ليغ السابق مع فريق أف سي إيدموند في 8 يونيو. كأس العالم 2018، كان هاميلتون فورج إف سي هو الكشف التالي في 12 يوليو، يليه باسفيك لانجفورد في جزيرة فانكوفر في 20 يوليو.
في 28 سبتمبر 2018، تم الإعلان عن شركة الملابس الرياضية الإيطالية ماكرون باعتبارها المورد الرسمي للملابس في الدوري الكندي. ستزود شركة ماكرون بمعدات التدريب وأدوات مخصصة لكل فريق في البطولة. جرت المباراة الافتتاحية للدوري الكندي الممتاز بين فورجي أف سي ويورك ناين أف سي في ملعب تيم هورتنز في 27 أبريل 2019، وأسفرت عن تعادل 1-1.

## الفرق

### قائمة الفرق
تتنافس سبعة أندية في الموسم الأول من الدوري الكندي الممتاز. فقط نادي ادمونتون يسبق البطولة، بعد أن كان عضواً في دوري أمريكا الشمالية لكرة القدم، وكذلك شارك في البطولة الكندية سبع مرات قبل الانضمام إلى الدوري. تم تأسيس الفرق الستة المتبقية للمنافسة في الدوري. يضم كل من ألبرتا وأونتاريو فريقين من كل منهما، بينما لكل من كولومبيا البريطانية ومانيتوبا ونوفا سكوتيا فريق واحد. كلا الفريقين في نفس المقاطعة لديهما سلسلة من المنافسات: الكلاسيكو بين نادي كافالري ونادي ادمونتون، وديربي 905 بين نادي فورجي ويورك ناين، سميت باسم رمز المنطقة المشترك بواسطة كلا الفريقين كما تم بعد ذلك انضمام أتلتيكو أوتاوا.
تتطلب المباريات بين نادي باسفيك وهاليفاكس واندررز ثالث أطول رحلة برية لأي دوري احترافي لكرة القدم في العالم، مع فصل الفريقين عن طريق 4,476 كيلومتر (2,781 ميل). إن ديربي 905، بين فورج ويورك يونايتد، هو أقصر مسافة بين ناديين على بعد 70 كم (43 ميل). تتبع الفرق نظامًا قائمًا على الأندية يشبه الدوريات الأوروبية التي تكون فيها الأندية أعضاءً مستقلين في الدوري، بدلاً من الامتيازات كما هو موضح في الدوريات الكبرى لكرة القدم وغيرها من البطولات الرياضية في أمريكا الشمالية.
| الفريق                     | الموقع                     | الملعب                     | السعة                      | التأسيس                    | الموسم الأول               | نادي فورجي كافالري باسفيك هاليفاكس واندررز يورك يونايتد نادي فالور إدمونتون أتلتيكو أوتاواالدوري الكندي الممتاز (Canada) |
| الدوري الكندي الممتاز 2020 | الدوري الكندي الممتاز 2020 | الدوري الكندي الممتاز 2020 | الدوري الكندي الممتاز 2020 | الدوري الكندي الممتاز 2020 | الدوري الكندي الممتاز 2020 | نادي فورجي كافالري باسفيك هاليفاكس واندررز يورك يونايتد نادي فالور إدمونتون أتلتيكو أوتاواالدوري الكندي الممتاز (Canada) |
| -------------------------- | -------------------------- | -------------------------- | -------------------------- | -------------------------- | -------------------------- | --- |
| كافالري                    | فوتهيلز كانتري             | ملعب أتكو فيلد             | 6.000                      | 5 مايو 2018                | 2019                       | نادي فورجي كافالري باسفيك هاليفاكس واندررز يورك يونايتد نادي فالور إدمونتون أتلتيكو أوتاواالدوري الكندي الممتاز (Canada) |
| إدمونتون                   | إدمونتون                   | ملعب كلارك                 | 5.100                      | 9 فبراير 2010              | 2019                       | نادي فورجي كافالري باسفيك هاليفاكس واندررز يورك يونايتد نادي فالور إدمونتون أتلتيكو أوتاواالدوري الكندي الممتاز (Canada) |
| فورج                       | هاميلتون                   | ملعب تيم هورتونز           | 10.016                     | 6 مايو 2018                | 2019                       | نادي فورجي كافالري باسفيك هاليفاكس واندررز يورك يونايتد نادي فالور إدمونتون أتلتيكو أوتاواالدوري الكندي الممتاز (Canada) |
| هاليفاكس واندررز           | هاليفاكس                   | ملعب واندرورز              | 6.200                      | 8 يونيو 2018               | 2019                       | نادي فورجي كافالري باسفيك هاليفاكس واندررز يورك يونايتد نادي فالور إدمونتون أتلتيكو أوتاواالدوري الكندي الممتاز (Canada) |
| باسفيك                     | لانغفورد                   | ملعب ويستهيلز              | 6.500                      | 8 يونيو 2018               | 2019                       | نادي فورجي كافالري باسفيك هاليفاكس واندررز يورك يونايتد نادي فالور إدمونتون أتلتيكو أوتاواالدوري الكندي الممتاز (Canada) |
| فالور                      | وينيبيغ                    | ملعب انفيستور قروب         | 33.234                     | 6 مايو 2017                | 2019                       | نادي فورجي كافالري باسفيك هاليفاكس واندررز يورك يونايتد نادي فالور إدمونتون أتلتيكو أوتاواالدوري الكندي الممتاز (Canada) |
| يورك يونايتد               | تورونتو                    | ملعب يورك لاينز            | 8.000                      | 5 مايو 2018                | 2019                       | نادي فورجي كافالري باسفيك هاليفاكس واندررز يورك يونايتد نادي فالور إدمونتون أتلتيكو أوتاواالدوري الكندي الممتاز (Canada) |
| أتلتيكو أوتاوا             | أوتاوا                     | ملعب تي دي بلايس           | 24.000                     | 29 يناير 2020              | 2020                       | نادي فورجي كافالري باسفيك هاليفاكس واندررز يورك يونايتد نادي فالور إدمونتون أتلتيكو أوتاواالدوري الكندي الممتاز (Canada) |

### التوسع المحتمل
في عام 2017، أعربت نيو سوكر برونسويك عن اهتمامها بجلب فريق احترافي إلى مونكتون بحلول عام 2020. وتخطط مجموعة ملكية مقرها ساسكاتشوان لفريق في ريجينا أو ساسكاتون. كانت هناك شائعات عن وجود فريق في مدينة كيبيك أو شيربروك. اقترب الدوري من مدينة ميسيسوجا بأونتاريو حول ملعب لفريق محتمل. كانت هناك شائعات بأن أوتاوا فيوري إف سي سيضم إلى جانب بطولة دوري أبطال آسيا، حيث سينضم إلى الدوري في عام 2019، مدفوعًا باستحواذات اللاعبين الكنديين قبل موسم 2018. ومع ذلك، في 5 سبتمبر، أعلن النادي أنه سيبقى في آسيا. وقال مارك جودي المدير التنفيذي لمجموعة أوتاوا للرياضة والترفيه إن النادي لن يستبعد الانضمام إلى الدوري في وقت لاحق وأن المناقشات ستستمر. بعد قرار أوتاوا بعدم الانضمام إلى الدوري، ذكر كلاناشان أن الدوري يبحث في المناطق والمالكين في سانت جونز، مونكتون، لافال، مدينة كيبيك، تراي سيتيز، نياغارا، دورهام، ميسيسوجا، ريجينا، ساسكاتون، وكيلونا. وأشار إلى أنه في الوقت الذي كان يعمل فيه الفريق نحو الفريق الثامن لعام 2019، فإنهم مستعدون للبدء بسبعة فرق. في 5 نوفمبر 2018، أكد مفوض الدوري ديفيد كلانشان خطط الدوري للتوسع التدريجي مشيراً إلى 10 أندية بحلول عام 2020، تليها 14 ناديًا في 2024 و 16 ناديًا في عام 2026. كما صرح كلاناشان، فيما يتعلق بتوسعة 2020، "نحن" أعمل بجد مع 5 إلى 6 مواقع في الوقت الحالي لثلاثة مواقع إضافية بحلول عام 2020 "مع الإشارة إلى أن المشكلة الأكبر هي نقص المرافق.

## ديربيات

### ديربي 905
ديربي 905 (بالإنجليزية: 905 Derby)‏ هو تنافس في رياضة كرة القدم بين أندية الدوري الكندي الدرجة الأولى، بين نادي فورجي ونادي يورك ناين، كلاهما يقعان في جنوب أونتاريو. تحصل الديربي على لقب "905" من رمز المنطقة 905، والذي يشمل كلاً من هاميلتون ومنطقة يورك. يعد كل من نادي فورجي ونادي يورك ناين الفريقين الوحيدين الموجودين في أونتاريو في الدوري وهما الفريقان الأقربان، حيث تفصل ملاعبهما عن الملعب مسافة تقل عن 65 كيلومتر (40 ميل). في يناير 2019، أعلنت الدوري الكندي الممتاز أن مباراتها الافتتاحية في 27 أبريل 2019، ستكون بين نادي فورجي ويورك ناين في ملعب تيم فورتنيس، أول انطلاق على الإطلاق لديربي 905. انتهت المباراة بالتعادل 1-1.

### الكلاسيكو الكندي
الكلاسيكو الكندي، أو كما يعرف بمعركة ألبرتا، هي منافسة لكرة القدم بين نادي كافالري ونادي إدمونتون. تم اقتراح الاسم من قِبل المؤيدين، وهو مستوحى من منافسة الكلاسيكو بين ريال مدريد ونادي برشلونة. يتم منح كأس وايلدروز سنويًا للفريق الذي يفوز بأكبر عدد من النقاط في سلسلة مباريات الدوري. لعبت المباراة الأولى من الكلاسيكو الكندي في عام 2018، عندما لعب نادي إدمونتون ضد منافسه الإقليمي نادي كالياري فوتهيلز في مباراتين وديتين في إطار الاستعداد لموسمه القادم. تم استخدام المباريات أيضًا لاهتمام نادي إدمونتون للانضمام إلى الدوري الكندي الممتاز. في مايو ويونيو على التوالي، تم الإعلان عن انضمام نادي كافالري، ومقره كاياري، ونادي إدمونتون إلى الدوري الكندي الممتاز، حيث ستستمر المنافسة. استعدادًا للموسم، أعلن نادي كافالري أنهم سيستضيفون مباراة ضد نادي إدمونتون في 29 سبتمبر، وتليها مباراة يوم 20 أكتوبر في ملعب كلارك في إدمونتون. في 11 سبتمبر 2019، انتزع نادي كافالري أول بطولة كأس وايلدروز بفوزه 1-0 على نادي إدمونتون.

## الملاعب
يتكون الدوري الممتاز من سبعة فرق في سبعة ملاعب لموسم الافتتاح 2019. تستخدم بشكل أساسي ملاعب متعددة الأغراض، يتم مشاركتها مع مزيج من فرق اتحاد كرة القدم والرغبي الكندية.
| نادي كافالري | نادي إدمونتون | نادي فورجي | نادي هاليفاكس واندرورز | نادي باسفيك        |
| --- | --- | --- | --- | ------------------ |
| ملعب أتكو فيلد | ملعب كلارك | ملعب تيم هورتونز | ملعب واندرورز | ملعب ويستهيلز      |
| فوتهيلز كانتري | إدمونتون | هاميلتون | هاليفاكس | لانغفورد           |
| السعة: 6.000 | السعة: 5.100 | السعة: 10.116 | السعة: 6.200 | السعة: 7.500       |
| | | | |                    |
| نادي فورجي نادي كافالري نادي باسفيك نادي هاليفاكس واندرورز نادي يورك ناين نادي فالور نادي إدمونتون أتلتيكو أوتاواالدوري الكندي الممتاز (Canada) | نادي فورجي نادي كافالري نادي باسفيك نادي هاليفاكس واندرورز نادي يورك ناين نادي فالور نادي إدمونتون أتلتيكو أوتاواالدوري الكندي الممتاز (Canada) | نادي فورجي نادي كافالري نادي باسفيك نادي هاليفاكس واندرورز نادي يورك ناين نادي فالور نادي إدمونتون أتلتيكو أوتاواالدوري الكندي الممتاز (Canada) | نادي فورجي نادي كافالري نادي باسفيك نادي هاليفاكس واندرورز نادي يورك ناين نادي فالور نادي إدمونتون أتلتيكو أوتاواالدوري الكندي الممتاز (Canada) | نادي فالور         |
| نادي فورجي نادي كافالري نادي باسفيك نادي هاليفاكس واندرورز نادي يورك ناين نادي فالور نادي إدمونتون أتلتيكو أوتاواالدوري الكندي الممتاز (Canada) | نادي فورجي نادي كافالري نادي باسفيك نادي هاليفاكس واندرورز نادي يورك ناين نادي فالور نادي إدمونتون أتلتيكو أوتاواالدوري الكندي الممتاز (Canada) | نادي فورجي نادي كافالري نادي باسفيك نادي هاليفاكس واندرورز نادي يورك ناين نادي فالور نادي إدمونتون أتلتيكو أوتاواالدوري الكندي الممتاز (Canada) | نادي فورجي نادي كافالري نادي باسفيك نادي هاليفاكس واندرورز نادي يورك ناين نادي فالور نادي إدمونتون أتلتيكو أوتاواالدوري الكندي الممتاز (Canada) | ملعب انفيستور قروب |
| نادي فورجي نادي كافالري نادي باسفيك نادي هاليفاكس واندرورز نادي يورك ناين نادي فالور نادي إدمونتون أتلتيكو أوتاواالدوري الكندي الممتاز (Canada) | نادي فورجي نادي كافالري نادي باسفيك نادي هاليفاكس واندرورز نادي يورك ناين نادي فالور نادي إدمونتون أتلتيكو أوتاواالدوري الكندي الممتاز (Canada) | نادي فورجي نادي كافالري نادي باسفيك نادي هاليفاكس واندرورز نادي يورك ناين نادي فالور نادي إدمونتون أتلتيكو أوتاواالدوري الكندي الممتاز (Canada) | نادي فورجي نادي كافالري نادي باسفيك نادي هاليفاكس واندرورز نادي يورك ناين نادي فالور نادي إدمونتون أتلتيكو أوتاواالدوري الكندي الممتاز (Canada) | وينيبيغ            |
| نادي فورجي نادي كافالري نادي باسفيك نادي هاليفاكس واندرورز نادي يورك ناين نادي فالور نادي إدمونتون أتلتيكو أوتاواالدوري الكندي الممتاز (Canada) | نادي فورجي نادي كافالري نادي باسفيك نادي هاليفاكس واندرورز نادي يورك ناين نادي فالور نادي إدمونتون أتلتيكو أوتاواالدوري الكندي الممتاز (Canada) | نادي فورجي نادي كافالري نادي باسفيك نادي هاليفاكس واندرورز نادي يورك ناين نادي فالور نادي إدمونتون أتلتيكو أوتاواالدوري الكندي الممتاز (Canada) | نادي فورجي نادي كافالري نادي باسفيك نادي هاليفاكس واندرورز نادي يورك ناين نادي فالور نادي إدمونتون أتلتيكو أوتاواالدوري الكندي الممتاز (Canada) | السعة: 10.000      |
| نادي فورجي نادي كافالري نادي باسفيك نادي هاليفاكس واندرورز نادي يورك ناين نادي فالور نادي إدمونتون أتلتيكو أوتاواالدوري الكندي الممتاز (Canada) | نادي فورجي نادي كافالري نادي باسفيك نادي هاليفاكس واندرورز نادي يورك ناين نادي فالور نادي إدمونتون أتلتيكو أوتاواالدوري الكندي الممتاز (Canada) | نادي فورجي نادي كافالري نادي باسفيك نادي هاليفاكس واندرورز نادي يورك ناين نادي فالور نادي إدمونتون أتلتيكو أوتاواالدوري الكندي الممتاز (Canada) | نادي فورجي نادي كافالري نادي باسفيك نادي هاليفاكس واندرورز نادي يورك ناين نادي فالور نادي إدمونتون أتلتيكو أوتاواالدوري الكندي الممتاز (Canada) |                    |
| نادي فورجي نادي كافالري نادي باسفيك نادي هاليفاكس واندرورز نادي يورك ناين نادي فالور نادي إدمونتون أتلتيكو أوتاواالدوري الكندي الممتاز (Canada) | نادي فورجي نادي كافالري نادي باسفيك نادي هاليفاكس واندرورز نادي يورك ناين نادي فالور نادي إدمونتون أتلتيكو أوتاواالدوري الكندي الممتاز (Canada) | نادي فورجي نادي كافالري نادي باسفيك نادي هاليفاكس واندرورز نادي يورك ناين نادي فالور نادي إدمونتون أتلتيكو أوتاواالدوري الكندي الممتاز (Canada) | نادي فورجي نادي كافالري نادي باسفيك نادي هاليفاكس واندرورز نادي يورك ناين نادي فالور نادي إدمونتون أتلتيكو أوتاواالدوري الكندي الممتاز (Canada) | نادي يورك ناين     |
| نادي فورجي نادي كافالري نادي باسفيك نادي هاليفاكس واندرورز نادي يورك ناين نادي فالور نادي إدمونتون أتلتيكو أوتاواالدوري الكندي الممتاز (Canada) | نادي فورجي نادي كافالري نادي باسفيك نادي هاليفاكس واندرورز نادي يورك ناين نادي فالور نادي إدمونتون أتلتيكو أوتاواالدوري الكندي الممتاز (Canada) | نادي فورجي نادي كافالري نادي باسفيك نادي هاليفاكس واندرورز نادي يورك ناين نادي فالور نادي إدمونتون أتلتيكو أوتاواالدوري الكندي الممتاز (Canada) | نادي فورجي نادي كافالري نادي باسفيك نادي هاليفاكس واندرورز نادي يورك ناين نادي فالور نادي إدمونتون أتلتيكو أوتاواالدوري الكندي الممتاز (Canada) | ملعب يورك لاينز    |
| نادي فورجي نادي كافالري نادي باسفيك نادي هاليفاكس واندرورز نادي يورك ناين نادي فالور نادي إدمونتون أتلتيكو أوتاواالدوري الكندي الممتاز (Canada) | نادي فورجي نادي كافالري نادي باسفيك نادي هاليفاكس واندرورز نادي يورك ناين نادي فالور نادي إدمونتون أتلتيكو أوتاواالدوري الكندي الممتاز (Canada) | نادي فورجي نادي كافالري نادي باسفيك نادي هاليفاكس واندرورز نادي يورك ناين نادي فالور نادي إدمونتون أتلتيكو أوتاواالدوري الكندي الممتاز (Canada) | نادي فورجي نادي كافالري نادي باسفيك نادي هاليفاكس واندرورز نادي يورك ناين نادي فالور نادي إدمونتون أتلتيكو أوتاواالدوري الكندي الممتاز (Canada) | تورونتو            |
| نادي فورجي نادي كافالري نادي باسفيك نادي هاليفاكس واندرورز نادي يورك ناين نادي فالور نادي إدمونتون أتلتيكو أوتاواالدوري الكندي الممتاز (Canada) | نادي فورجي نادي كافالري نادي باسفيك نادي هاليفاكس واندرورز نادي يورك ناين نادي فالور نادي إدمونتون أتلتيكو أوتاواالدوري الكندي الممتاز (Canada) | نادي فورجي نادي كافالري نادي باسفيك نادي هاليفاكس واندرورز نادي يورك ناين نادي فالور نادي إدمونتون أتلتيكو أوتاواالدوري الكندي الممتاز (Canada) | نادي فورجي نادي كافالري نادي باسفيك نادي هاليفاكس واندرورز نادي يورك ناين نادي فالور نادي إدمونتون أتلتيكو أوتاواالدوري الكندي الممتاز (Canada) | السعة: 8.000       |
| نادي فورجي نادي كافالري نادي باسفيك نادي هاليفاكس واندرورز نادي يورك ناين نادي فالور نادي إدمونتون أتلتيكو أوتاواالدوري الكندي الممتاز (Canada) | نادي فورجي نادي كافالري نادي باسفيك نادي هاليفاكس واندرورز نادي يورك ناين نادي فالور نادي إدمونتون أتلتيكو أوتاواالدوري الكندي الممتاز (Canada) | نادي فورجي نادي كافالري نادي باسفيك نادي هاليفاكس واندرورز نادي يورك ناين نادي فالور نادي إدمونتون أتلتيكو أوتاواالدوري الكندي الممتاز (Canada) | نادي فورجي نادي كافالري نادي باسفيك نادي هاليفاكس واندرورز نادي يورك ناين نادي فالور نادي إدمونتون أتلتيكو أوتاواالدوري الكندي الممتاز (Canada) |                    |
| نادي فورجي نادي كافالري نادي باسفيك نادي هاليفاكس واندرورز نادي يورك ناين نادي فالور نادي إدمونتون أتلتيكو أوتاواالدوري الكندي الممتاز (Canada) | نادي فورجي نادي كافالري نادي باسفيك نادي هاليفاكس واندرورز نادي يورك ناين نادي فالور نادي إدمونتون أتلتيكو أوتاواالدوري الكندي الممتاز (Canada) | نادي فورجي نادي كافالري نادي باسفيك نادي هاليفاكس واندرورز نادي يورك ناين نادي فالور نادي إدمونتون أتلتيكو أوتاواالدوري الكندي الممتاز (Canada) | نادي فورجي نادي كافالري نادي باسفيك نادي هاليفاكس واندرورز نادي يورك ناين نادي فالور نادي إدمونتون أتلتيكو أوتاواالدوري الكندي الممتاز (Canada) | أتلتيكو أوتاوا     |
| نادي فورجي نادي كافالري نادي باسفيك نادي هاليفاكس واندرورز نادي يورك ناين نادي فالور نادي إدمونتون أتلتيكو أوتاواالدوري الكندي الممتاز (Canada) | نادي فورجي نادي كافالري نادي باسفيك نادي هاليفاكس واندرورز نادي يورك ناين نادي فالور نادي إدمونتون أتلتيكو أوتاواالدوري الكندي الممتاز (Canada) | نادي فورجي نادي كافالري نادي باسفيك نادي هاليفاكس واندرورز نادي يورك ناين نادي فالور نادي إدمونتون أتلتيكو أوتاواالدوري الكندي الممتاز (Canada) | نادي فورجي نادي كافالري نادي باسفيك نادي هاليفاكس واندرورز نادي يورك ناين نادي فالور نادي إدمونتون أتلتيكو أوتاواالدوري الكندي الممتاز (Canada) | ملعب تي دي بلايس   |
| نادي فورجي نادي كافالري نادي باسفيك نادي هاليفاكس واندرورز نادي يورك ناين نادي فالور نادي إدمونتون أتلتيكو أوتاواالدوري الكندي الممتاز (Canada) | نادي فورجي نادي كافالري نادي باسفيك نادي هاليفاكس واندرورز نادي يورك ناين نادي فالور نادي إدمونتون أتلتيكو أوتاواالدوري الكندي الممتاز (Canada) | نادي فورجي نادي كافالري نادي باسفيك نادي هاليفاكس واندرورز نادي يورك ناين نادي فالور نادي إدمونتون أتلتيكو أوتاواالدوري الكندي الممتاز (Canada) | نادي فورجي نادي كافالري نادي باسفيك نادي هاليفاكس واندرورز نادي يورك ناين نادي فالور نادي إدمونتون أتلتيكو أوتاواالدوري الكندي الممتاز (Canada) | أوتاوا             |
| نادي فورجي نادي كافالري نادي باسفيك نادي هاليفاكس واندرورز نادي يورك ناين نادي فالور نادي إدمونتون أتلتيكو أوتاواالدوري الكندي الممتاز (Canada) | نادي فورجي نادي كافالري نادي باسفيك نادي هاليفاكس واندرورز نادي يورك ناين نادي فالور نادي إدمونتون أتلتيكو أوتاواالدوري الكندي الممتاز (Canada) | نادي فورجي نادي كافالري نادي باسفيك نادي هاليفاكس واندرورز نادي يورك ناين نادي فالور نادي إدمونتون أتلتيكو أوتاواالدوري الكندي الممتاز (Canada) | نادي فورجي نادي كافالري نادي باسفيك نادي هاليفاكس واندرورز نادي يورك ناين نادي فالور نادي إدمونتون أتلتيكو أوتاواالدوري الكندي الممتاز (Canada) | السعة: 24.000      |
| نادي فورجي نادي كافالري نادي باسفيك نادي هاليفاكس واندرورز نادي يورك ناين نادي فالور نادي إدمونتون أتلتيكو أوتاواالدوري الكندي الممتاز (Canada) | نادي فورجي نادي كافالري نادي باسفيك نادي هاليفاكس واندرورز نادي يورك ناين نادي فالور نادي إدمونتون أتلتيكو أوتاواالدوري الكندي الممتاز (Canada) | نادي فورجي نادي كافالري نادي باسفيك نادي هاليفاكس واندرورز نادي يورك ناين نادي فالور نادي إدمونتون أتلتيكو أوتاواالدوري الكندي الممتاز (Canada) | نادي فورجي نادي كافالري نادي باسفيك نادي هاليفاكس واندرورز نادي يورك ناين نادي فالور نادي إدمونتون أتلتيكو أوتاواالدوري الكندي الممتاز (Canada) |                    |

## التنظيم

### الملكية
في أبريل 2018، قال المفوض ديفيد كلاناشان أن الدوري يبحث في تنفيذ هيكل قائم على الأندية للدوري الممتاز الكندي، بدلاً من نظام قائم على الامتياز كما في الدوري الأمريكي.

### مديري الدوري
في 10 يناير 2018، تم تعيين ديفيد كلانشان، الرئيس السابق والمدير التنفيذي للعمليات في تيم هورتنز، كأول مفوض للدوري. في 24 يناير، أعلن أن بول بيرن قد تم تعيينه رئيسًا. بعد أن عملت بالفعل مع الدوري لأكثر من عام، تولى بيرن دور إدارة عمليات الدوري اليومية. في 31 يناير، أعلنت الدوري الكندي الممتاز أن جيمس إيستون، وهو لاعب كندي سابق، قد عين نائباً لرئيس عمليات كرة القدم.

### اللاعبين
الدوري الكندي الممتاز يستخدم سقف الراتب. الرقم الدقيق لم يؤكد بعد. يوجد في الدوري أيضًا العديد من القواعد الأخرى لمنح اللاعبين الكنديين المزيد من الفرص. يتضمن ذلك ما لا يقل عن ستة مبتدئين كنديين لكل لعبة، وهو شرط أن يكون 50٪ من اللاعبين في قوائم الفريق من اللاعبين الكنديين، وبحد أقصى سبعة مواطنين أجانب لكل فريق. بالإضافة إلى ذلك، يجب أن يكون ثلاثة من اللاعبين المحليين أقل من 21 عامًا وأن يلعبوا 1000 دقيقة مدمجة على الأقل في كل موسم. في 27 أغسطس، 2018، أعلنت إدارة الدوري أنها تعقد سلسلة من التجارب المفتوحة في ثماني مدن في جميع أنحاء كندا للاعبين 16 وما فوق. قاد اليكس بونبوري التجارب، وتم عقدها أمام فريق تدريب من الدوري من جميع الفرق. في 17 أكتوبر 2018، أعلنت إدارة الدوري وإي سبورتس أنها ستعقد مسودة للاعبي الجامعة. سيتمكن الطلاب الرياضيون الذين تمت صياغتهم من اللعب لفرق الدوري في فصلي الربيع والصيف، والعودة إلى فريق الجامعة في 15 أغسطس، والحفاظ على أهليتهم. تم إجراء المسودة الرياضية الأولى للدوري في فانكوفر في 12 نوفمبر 2018، بعد اختتام بطولة كرة القدم الرجالية لـ«إي سبورتس».

### الرعاة
في 28 سبتمبر 2018، تم الإعلان عن شركة الملابس الرياضية الإيطالية ماكرون باعتبارها المورد الرسمي للملابس في الدوري الكندي. ستزود شركة ماكرون بمعدات التدريب وأدوات مخصصة لكل فريق في البطولة.

## سجل الدوري
| الموسم | بطل دوري الربيع | بطل دوري الخريف |
| ------ | --------------- | --------------- |
| 2019   | نادي كافالري    | نادي كافالري    |

| النهائيات | البطل     | الوصيف       |
| --------- | --------- | ------------ |
| 2019      | نادي فورج | نادي كافالري |